# En fallen ängel
En fallen ängel (originaltitel: The Shopworn Angel) är en amerikansk romantisk dramafilm från 1938 i regi av H. C. Potter, med Margaret Sullavan och James Stewart i huvudrollerna.

## Handling
Bill Pettigrew (James Stewart) skickas under första världskriget till New York för träning. En dag så blir han nästan överkörd av en bil, i bilen sitter världsvana skådespelerskan Daisy Heath (Margaret Sullavan). Daisy går med på att låtsas vara Bills flickvän för att imponera på hans vänner, men snart spirar en riktig romans.

## Rollista (urval)
- Margaret Sullavan – Daisy Heath
- James Stewart – Bill Pettigrew
- Walter Pidgeon – Sam Bailey
- Hattie McDaniel – Martha
- Nat Pendleton – "Dice"